# Alfredo Pérez Fernández
Alfredo Pérez Fernández (Torrelavega, 1969) es un empresario y dirigente deportivo español. Es conocido por haber sido presidente del Real Racing Club de Santander (2018-2023) y presidente del grupo empresarial Pitma.

## Trayectoria empresarial
Su trayectoria empresarial comenzó en 1994, cuando creó en Torrelavega, junto a Pedro J. Ortiz, una empresa de instalación de telecomunicaciones y sistemas de seguridad bajo el nombre de ITM (actualmente ITM Global).
En 2014 recibió el Premio a Mejor Empresario de Cantabria que otorga la revista Actualidad Económica.
Actualmente Alfredo Pérez es copropietario y presidente del Grupo Pitma, además de miembro del Comité Ejecutivo de CEOE-Cepyme Cantabria, del Consejo Consultivo de Liberbank, del Consejo Rector de APD Cantabria, y del Patronato y la Comisión Ejecutiva del Centro Tecnológico de Componentes.

## Real Racing Club de Santander

### Miembro del Consejo de Administración
Su etapa en el Real Racing Club de Santander comenzó en noviembre de 2016, cuando accedió al Consejo de Administración racinguista. Vinculado a su vez con la Fundación Real Racing Club, pasó a ser miembro de su patronato, en calidad de vocal.

### Presidente
El 5 de junio de 2018, por designación del Consejo de Administración del Real Racing Club, Alfredo Pérez Fernández fue nombrado Presidente del Real Racing Club de Santander. Sucedió en el cargo a Manuel Higuera, que presentó su dimisión un mes antes, junto a otros cuatro consejeros.
Como presidente del Grupo Pitma (accionista mayoritario del club), ordenó en mayo de 2018 el pago de la deuda de más de 3,1 millones de euros que el club tenía con Hacienda, lo que permitió al equipo cántabro materializar el ascenso a la Segunda División de España en junio de 2019, lo que supuso su vuelta al fútbol profesional tras cuatro años en Segunda División B. 
Asimismo, es miembro de la Junta Directiva de la Real Federación Española de Fútbol (RFEF) desde diciembre de 2018.